# 과학 기술 데이터 위원회
과학 기술 데이터 위원회(CODATA, Committee on Data for Science and Technology)는 1966년에 국제학술연합회의(ICSU)의 위원회로 설립되었으며, 과학과 기술 분야에서 중요한 데이터의 접근, 관리, 처리를 개선하려는 목적을 가지고 있다.
기초 상수를 위한 CODATA 태스크 그룹은 1969년에 세워졌으며, 국제적으로 인정받은 기초적인 물리 상수와 관련된 변환 상수들을 주기적으로 제공하는 것이 목표이다. 여기서 발표되는 값을 CODATA 집합이라 부르는데, CODATA 집합은 현재 네 번, 즉 1973년, 1986년, 1998년, 2002년, 2006년, 2010년에 각각 발행되었다. 이 내용은 NIST Reference on Constants, Units, and Uncertainty에 게재된다.